# Films et Documents

couverture du numéro 318

Films et Documents est une revue de cinéma mensuelle parue de 1945 à 1992.
Fondée par Marcel Émile Cochin avec le soutien de la Fédération nationale du cinéma éducatif, agréée par le Ministère de l’Éducation nationale et reconnue d’utilité publique, la revue comporte notamment dans chaque numéro une fiche sur un film établie par l'IDHEC.
La revue était établie au 27, Rue de Poissy dans le 5e arrondissement de Paris.
Marcel Émile Cochin, en fut l'un des plus importants gérants.
Son tirage atteint 10 000 exemplaires en 1969. 
Des ateliers de découvertes et de location de matériel étaient également dispensées par cette même association, avec plusieurs points de stockage à travers la France. Le principal point de stockage était cependant localisé à Nemours, en Seine-et-Marne.